# Yponomeuta plumbella
Espèce
Yponomeuta plumbella (parfois improprement nommée Yponomeuta plumbellus), dont le nom commun est petite hyponomeute du fusain ou Hyponomeute plombée est un petit papillon de nuit (du groupe des teignes), d'un centimètre environ, de quelques millimètres d'épaisseur, et d'une envergure de 16 à 26 mm.

C'est une des espèces d'Yponomeute dont les chenilles grégaires se développent en se protégeant dans des toiles de soie qui constituent un nid collectif. Elles sont pour cette raison dites « fileuses ».

Les oiseaux ne semblent pas ou peu attaquer les espèces de ce genre (toxicité ? effet de la toile ?).

L'espèce Yponomeuta plumbella se développe sur le fusain d'Europe (Euonymus europaeus).

## Description
Les papillons du genre Yponomeuta ont une envergure d'environ 10 mm et évoquent de fines mites aux ailes blanches ponctuées de noir (les Anglais les appellent « mites-hermines ». Les ailes antérieures de cette espèce sont mouchetées d'une macule noire et de trois rangées de très petits points noirs. Les ailes postérieures sont grisâtres.
La larve (chenille) est jaune paille au premier stade, ornée de points noirs sur les flancs. Parmi la dizaine d'yponomeutes connus en Europe, elle fait partie des deux espèces avec Yponomeuta sedella dont la chenille présente une tête jaune (elle est noire chez tous les autres yponomeutes européens, ce qui en fait un des critères d'identification).
Au terme de son développement, la chenille mesure de 18 à 20 mm de longueur.

Son corps est garni de poils si fins qu'ils sont invisibles à l'œil nu. Elle sécrète une soie solide pour construire sa toile ou son cocon, mais qui lui est également utile pour se laisser descendre d'une branche à l'autre ou jusqu'au sol ou pour gagner un arbre ou buisson voisin.

Il y a cinq stades larvaires en tout.

### À ne pas confondre avec d'autres espèces proches
- Yponomeuta cagnagella (Hübner, 1813) ; espèce-hôte : fusain d'Europe (ou parfois Bourdaine (Frangula) ou Prunus spinosa)
- Yponomeuta irrorellus (Hübner, 1796), qui se distingue par une très grosse macule au milieu de l'aile
- Yponomeuta malinella qui est une espèce proche, à la biologie assez semblable.
- Yponomeuta evonymella[1] (Linnaeus, 1758) ou « Yponomeute du putiet » dont les chenilles caractérisées par 5 rangées de points noirs se développent souvent sur le merisier à grappes ou plus rarement sur d'autres espèces de Prunus qu'elles tapissent d'un épais voile soyeux blanchâtre,
- Yponomeuta padella (Linnaeus, 1758) ou  « Hyponomeute du cerisier » dont les chenilles se développent sur le prunelier (Prunus spinosa), l'aubépine (Crataegus monogyna) et le sorbier des oiseleurs (Sorbus aucuparia). Les nids de toile de Y. padella sont translucides et moins voyants que ceux d'Y. evonymella [2]
- Yponomeuta rorrella (Hübner, 1796) qui vit sur les saules (blanc ou gris), et qui est caractérisé par une petite tache noire en bout d'aile
- Yponomeuta malinellus (Zeller, 1838) ou « Hyponomeute du pommier » ou « teigne du pommier » sur pommier ou prunier, aux cils terminaux légèrement gris
- Yponomeuta sedella (Treitschke, 1832) : « Hyponomeute de l'orpin » à la couleur crème-clair et sans points aux extrémités des ailes.

La chenille ne doit pas non plus être confondue avec celle de la petite tortue qui est également grégaire après être sortie de l'œuf et dont les couleurs peuvent évoquer celle des Yponomeuta.

## Cycle de vie
Les œufs, très petits sont pondus par la femelle en automne sur des rameaux et branches. La femelle les recouvre d'une sécrétion collante qui les rend difficiles à distinguer. Les œufs éclosent en libérant une minuscule chenille. Les chenilles se rassemblent et au fur et à mesure qu'elles grandissent, tissent des toiles qui peuvent finir par englober tout un arbre et l'environnement périphérique (herbes, buissons voisins ou objets artificiels proches. Les toiles, assez solides, jouent le rôle d'un nid collectif.
La larve forme ensuite une pupe ou chrysalide. Les adultes (imago) commencent à apparaître début juillet.
Ils restent visibles jusqu'au mois d'août.
Une seule génération est produite par an.

## Espèce envahissante?
Une espèce proche a en 1992 montré des capacités d'invasion, avec une brutale et large extension en Irlande du Nord, ravageant environ 150 000 km de haies d'aubépines. 
Elle est depuis considérée comme une menace potentiellement grave pour l'environnement, non seulement en raison de l'intensité des ravages en termes de défoliation, mais aussi pour les dégâts induits par l'utilisation généralisée d'insecticides qui a souvent suivi ses pullulations.
Ceci a poussé les études de différents parasitoïdes disponibles en Europe.
Souvent les phénomènes d'invasion se déroulent sur deux ans. La première année, une partie des buissons est touchée, et l'année suivante, les mêmes buissons peuvent être totalement défoliés, ou une haie peut être entourée de toiles sur plusieurs mètres de longueur.

## Lutte biologique
Elle consiste à encourager les prédateurs ou parasitoïdes de cette espèce. Ageniaspis fuscicollis a par exemple été importé dans les années 1980 pour contrôler ces espèces. En Europe, il existe plusieurs parasitoïdes qui parasitent ces espèces, des hyménoptères (petites guêpes), mais aussi des diptères (mouches). Dans les systèmes où la biodiversité est conservée, les phénomènes locaux d'invasion de ce type s'éteignent généralement d'eux-mêmes après deux ou 3 ans.